# Estación Pehuajó (Belgrano)
Pehuajó era el nombre que recibía una estación de ferrocarril ubicada en la ciudad homónima, partido de Pehuajó, provincia de Buenos Aires, Argentina.

## Servicios
La estación era la terminal del otrora Ferrocarril Provincial de Buenos Aires para los servicios interurbanos y también de carga desde La Plata. No opera servicios desde 1961.

## Ubicación
El edificio aún en conservación, se ubica al noroeste del casco urbano de la ciudad. Actualmente funciona el jardín de infantes 920 (conocido popularmente cómo "Obroín")